# Líšná (Přerov)
Líšná é uma comuna checa localizada na região de Olomouc, distrito de Přerov.